# Dagoberto Pelentier
Dagoberto Pelentier (Dois Vizinhos, 22 marzo 1983) è un ex calciatore brasiliano con passaporto italiano, di ruolo attaccante.

## Palmarès

### Club

#### Competizioni statali
- Campionato Paranaense: 2

Atletico Paranaense: 2002, 2005
- Campionato Gaúcho: 1

Internacional: 2012
- Campionato Mineiro: 1

Cruzeiro: 2014

#### Competizioni nazionali
- Campionato brasiliano: 5

Atletico Paranaense: 2001
San Paolo: 2007, 2008
Cruzeiro: 2013, 2014
- Campionato NASL II: 1

San Francisco Deltas: 2017

### Nazionale
- Torneo di Tolone: 1

2002
- Campionato mondiale Under-20: 1

2003

### Individuale
- Capocannoniere del Campeonato Brasileiro Série B: 1

2018 (17 reti)